# خشونت علیه زنان در فیلیپین
خشونت علیه زنان در فیلیپین (انگلیسی: Violence against women in the Philippines) عبارت است از مفهومی که به شیوه ای گسترده و فراگیر برای دربرگرفتن آزار کلامی، ارعاب، آزار و اذیت فیزیکی، قتل، تجاوز جنسی، و آزار و اذیت جنسی استفاده شده‌است. این شکل از خشونت مبتنی بر جنسیت است. خشونت دقیقاً به دلیل جنسیت آنها رخ می‌دهد. بر اساس نظرسنجی ملی جمعیت‌شناسی و سلامت در سال ۲۰۱۷، از هر چهار زن ۱۵ تا ۴۹ ساله (یا ۲۶ درصد) یک زن که ازدواج کرده‌اند، خشونت فیزیکی، جنسی یا عاطفی توسط همسر یا شریک زندگی خود را تجربه کرده‌است. علاوه بر این، از هر پنج زن (۲۰ درصد) یک زن گزارش کرده‌است که تا به حال خشونت عاطفی را نیز تجربه کرده‌است، ۱۴ درصد خشونت فیزیکی را تجربه کرده‌اند، و ۵ درصد خشونت جنسی توسط همسر یا شریک فعلی یا اخیر خود را تجربه کرده‌اند.

## دوران استعمار

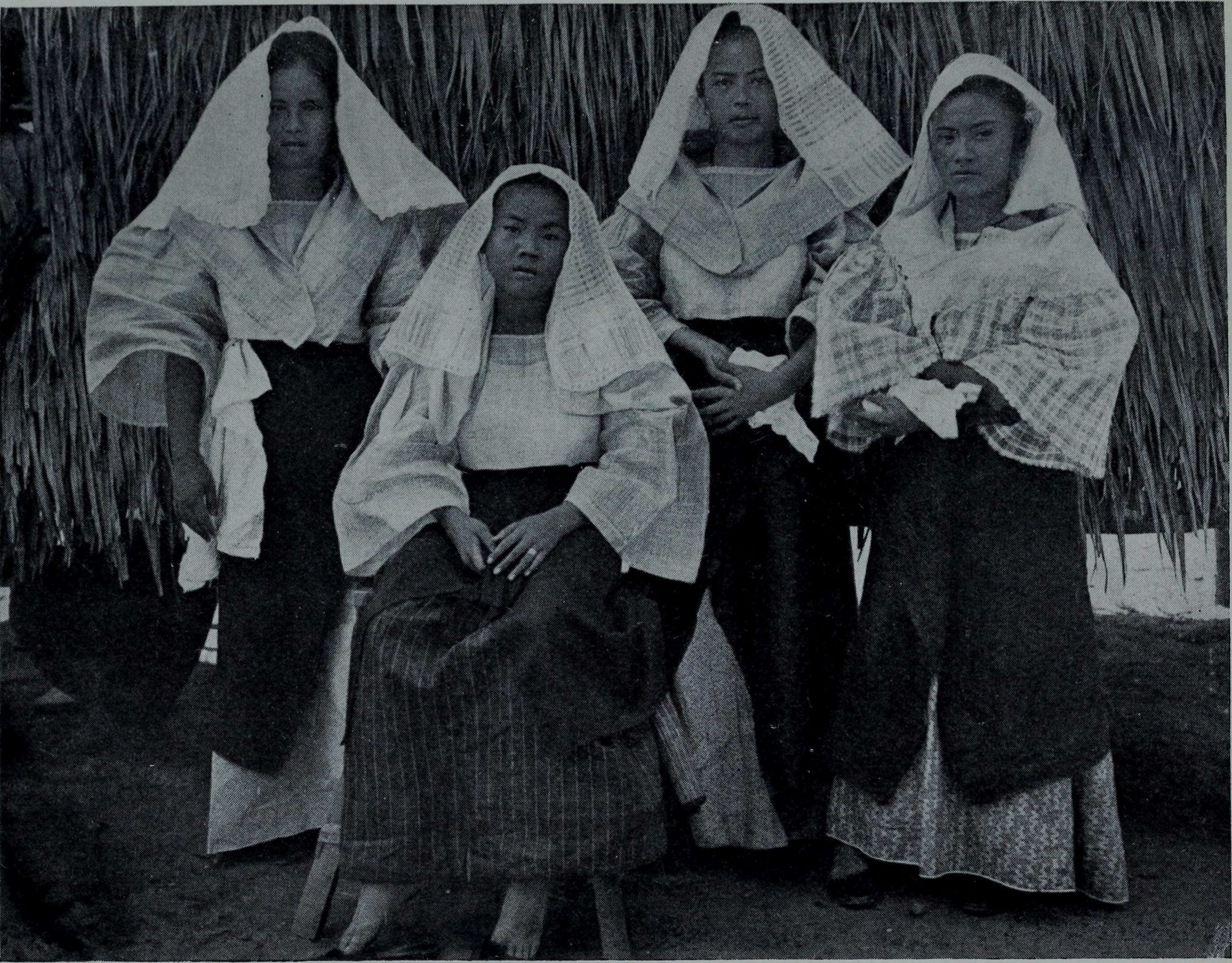
زنان فیلیپینی از طبقه پایین (در زمان اشغال اسپانیا) آماده حضور در کلیسا.

### استعمار اسپانیا (۱۵۶۵–۱۸۹۸)
تحت پادشاهی اسپانیا، فردیناند ماژلان یک سفر را برای کاوش بیشتر مناطقی که هنوز توسط اروپا کشف نشده بود، رهبری کرد. در ۱۶ مارس ۱۵۲۱، فردیناند ماژلان به سرزمین سوگوبو، که اکنون به عنوان سبو شناخته می‌شود، رسید.
اسپانیا بیش از ۳۳۳ سال بر فیلیپین حکومت کرد، جایی که اسپانیایی‌ها با مردان و زنان بد رفتار می‌کردند. اسپانیایی‌ها فیلیپینی‌ها را «هند» می‌دیدند و خود را از جایگاه اجتماعی بالاتری نسبت به بومیان می‌دیدند. در روند استعمار، اسپانیایی‌ها به زنان فیلیپینی صدمه زدند و خشونت‌های بسیاری را مرتکب شدند. با ظهور جنگ آمریکا و اسپانیا در سال ۱۸۹۸، شرایط مردان - به‌طور خاص، زنان - بدتر شد.
در چندین روایت و آثار ذکر شده‌است که چگونه زنان فیلیپینی در طول اشغال اسپانیا انواع استثمار را تجربه کردند. به‌طور کلی زنان قادر به احقاق حقوق خود نبودند و به واسطه هنجارها و انتظارات خاصی در جامعه محدود می‌شدند. زنان فیلیپینی اجازه نداشتند عقاید خود را به اشتراک بگذارند یا در فرایند تصمیم‌گیری شرکت کنند. آنها زمین را با شوهران خود به عنوان دهقان برای مبلغ ناچیز کشت می‌کردند. زنان نسبت به مردان عقب‌تر ماندند و نه تنها توسط مردان، بلکه توسط نهادهایی که در جامعه به آن تعلق داشتند (یعنی خانواده، کلیسا، جامعه و غیره) مورد تبعیض قرار گرفتند.
جدای از تبعیض، برخی از فیلیپینی‌ها توسط کشیش‌های محله مورد تجاوز قرار گرفتند. بسیاری از زنان جوان اغلب مورد تجاوز جنسی قرار می‌گرفتند یا مورد آزار جنسی قرار می‌گرفتند.
علاوه بر این، در طول ۳۳۳ سال حکومت اسپانیا بر فیلیپین، مستعمره‌نشینان مجبور بودند با دزدان دریایی چینی، نیروهای هلندی، نیروهای پرتغالی و شورش‌های بومی مبارزه کنند. موروس از میندانائوی غربی و مجمع الجزایر سولو نیز به مناطق ساحلی مسیحی لوزون و ویسایاس یورش بردند. به دلیل این درگیری‌ها در مجمع الجزایر، فیلیپینی‌ها گهگاه به عنوان زندانی اسیر می‌شدند و در نتیجه بسیاری از زنان به عنوان برده به نیروهای مخالف فروخته می‌شدند.
با در دست گرفتن کنترل همه جنبه‌های جامعه فیلیپین توسط اسپانیایی‌ها، هویت زن فیلیپینی به عنوان زنی با قدرت به زودی فراموش شد. اسپانیایی‌ها تصویر جدیدی از زن ایدئال فیلیپینی خلق کردند. زن ایدئال فیلیپینی کسی بود که بیش از حد مذهبی، مطیع و مطیع بود. در حالی که به مردان فرصت تحصیل و آموزش داده شد، زنان مجبور به یادگیری دین و خانه‌داری شدند. زن فیلیپینی قرار بود یکی از دو چیز شود: راهبه یا همسر. فیلیپینی واقعی با زن ایدئال ("ماریا کلارا") دیکته شده توسط اسپانیایی‌ها جایگزین شد. زنان دیگر مجاز به تصدی مناصب عالی در جامعه نبودند و از شرکت در رویدادهای عمومی و سیاسی منع می‌شدند. در دوران اشغال اسپانیا، زنان در مقایسه با مردان پست‌تر دیده می‌شدند و به همین دلیل، مردان به عنوان جنسیت غالب مطرح شدند و جامعه‌ای مردسالار را پایه‌گذاری کردند که تا به امروز غالب بوده‌است.

### استعمار آمریکا (۱۸۹۸–۱۹۴۶)
در سال ۱۸۹۸، ایالات متحده کنترل فیلیپین را بلافاصله پس از شکست دادن نیروهای اسپانیایی باقی مانده در این کشور به دست گرفت. با امضای معاهده پاریس، فیلیپین توسط اسپانیایی‌ها به مبلغ ۲۰ میلیون دلار به آمریکایی‌ها واگذار شد. فیلیپینی‌ها هنوز با آزادی تازه یافته خود کنار می‌آمدند، در حالی که آمریکایی‌ها تلاش می‌کردند بر کشور کنترل داشته باشند، به مقابله با نیروهای آمریکایی رفتند. (نگاه کنید به جنگ فیلیپین و آمریکا).
در زمان جنگ فیلیپینی‌ها با آمریکایی‌ها، مانند همه جنگ‌ها، کشتارهای زیادی صورت گرفت. طبق اسناد تخمین زده می می‌شود که حدود ۱٫۵ میلیون نفر از مجموع ۶ میلیون نفر در فیلیپین جان خود را از دست داده‌اند. حدود ۲۵۰٬۰۰۰ تا ۱٬۰۰۰٬۰۰۰ از غیرنظامیان فیلیپینی، عمدتاً به دلیل قحطی و بیماری جان خود را از دست دادند. از جمله ۲۰۰۰۰۰ نفر که بر اثر وبا جان باختند. در حالی که تخمین‌های زیادی برای تلفات غیرنظامیان وجود دارد، حتی برخی از آنها به بیش از یک میلیون نفر برای جنگ می‌رسند، مورخان کنونی به‌طور کلی تعداد کشته‌ها را بین ۲۰۰٬۰۰۰ تا ۱٬۰۰۰٬۰۰۰ قرار می‌دهند.
در روایتی از یک سرباز آمریکایی، او اشاره کرد که در یک مقطع، آمریکایی‌ها مجبور به سوزاندن سنگرها شدند زیرا فعالیت‌های شورشی بیش از حد وجود داشت. در طول جنگ، آمریکایی‌ها به زنان رحم نکردند و به همین دلیل، زنان فیلیپینی مورد تجاوز جنسی قرار گرفتند، صدمه‌های جسمی دیدند یا کشته شدند. از آنجایی که شوهران این زنان برای جنگ به سر می‌بردند، زنان اغلب در خانه رها می‌شدند و به اهدافی آسیب‌پذیر در برابر آزارهای مختلف سربازان آمریکایی تبدیل می‌شدند.
در یکی از روایت‌های ژنرال جیکوب اسمیت در مورد جنگ، او گفت که به یک سرگرد والر دستور داد که همه چیز را در بالانگیگا در استان سامار بکشد و بسوزاند و هیچ اسیری را نگیرد. او حتی تصریح کرد که همه کسانی که قادر به استفاده از تفنگ هستند باید بمیرند و هر فرد ۱۰ سال به بالا باید کشته شود. به‌طور کلی می‌توان مشاهده کرد که در دوران حکومت آمریکا در فیلیپین، زنان فیلیپینی به‌طور گسترده مورد آزار و اذیت قرار گرفتند.
داستان‌هایی از تجاوز سربازان آمریکایی به زنان فیلیپینی بارها گزارش شده و شنیده شده‌است. در حالی که آمریکایی‌ها در طول جنگ تعداد زیادی اسیر نگرفتند و تقریباً همه را کشتند از جمله همه زنان را که در معرض دید بودند.
علاوه بر کشتار، زنان در فیلیپین همچنان مورد تبعیض قرار گرفتند. نمونه ای از چنین تبعیضی در مدارس دولتی مشهود بود زیرا معلمان به ایده برابری جنسیتی اهمیت نمی‌دادند و حمایت نمی‌کردند. حتی با وجود اینکه زنان مجاز به رای دادن بودند، جامعه همچنان کاندیداهای مرد را ترجیح می‌داد و به زنان اجازه نمی‌داد برای پست‌های دولتی نامزد شوند.
والدین فیلیپینی نیز به این باور رسیدند که فرستادن دخترانشان به سطوح تحصیلات متوسطه و عالی کاری بیهوده است. این باور به این دلیل بود که زن فیلیپینی در دوران اشغال آمریکا تا حد زیادی به شوهرش وابسته بود. موقعیت او در زندگی فقط با تصویر مردی که با او ازدواج می‌کرد منعکس می‌شد. در حالی که به زنان حق آموزش داده می‌شد، زنان هنوز در مقایسه با مردان پست‌تر دیده می‌شدند. زن فیلیپینی مجبور شد در نقش‌های دختر و همسر حضور داشته باشد.

### استعمار ژاپن (۱۹۴۲–۱۹۴۵)
جنگ اقیانوس آرام عمدتاً به این دلیل آغاز شد که ژاپن، قدرتی در حال ظهور در آسیا، به دنبال «ایجاد یک امپراتوری بزرگ» بود. در ۸ دسامبر ۱۹۴۱، ژاپن «یک حمله غافلگیرانه و بدون هشدار و فقط ده ساعت پس از حمله به پرل هاربر» به فیلیپین را آغاز کرد. نیروهای ژاپنی که از حضور آمریکایی‌ها در فیلیپین متزلزل نشده بودند، در خلیج لینگاین فرود آمدند و به فتح بقیه مانیل ادامه دادند. با افتادن مانیل به دست نیروهای ژاپنی به کل فیلیپین حمله کردند و آن را از سال ۱۹۴۲ تا ۱۹۴۵ اشغال کردند (به حمله به پرل هاربر مراجعه کنید).
در دوران اشغال ژاپن، زنان فیلیپینی به شدت مورد آزار و اذیت قرار گرفتند. در این برهه خاص از تاریخ، زنان فیلیپینی مورد تهدید قرار گرفتند و مجبور به کار به عنوان «زنان آسایشگر» شدند. ژاپنی‌ها پس از ورود به این کشور، «خانه‌های آسایشگر» یا ایستگاه‌های آسایش را ساختند که در آن زنان کره‌ای، فیلیپینی و چینی را آورده و مجبور به خدمت می‌کردند.
از سال ۱۹۴۱ تا ۱۹۴۲ - زمانی که سربازان ژاپنی تازه شروع به حمله به فیلیپین کرده بودند - هزاران زن فیلیپینی از خانه‌های خود ربوده شدند و مجبور به ارائه انواع خدمات جنسی به ارتش ژاپن شدند. از آنجایی که اکثر مردان در جنگ بودند، زنان عملاً در خانه‌های خود بی‌دفاع ماندند و چاره‌ای جز تسلیم بدن خود به ژاپنی‌ها نداشتند. در برخی موارد حتی «پدران یا شوهرانشان در مقابل چشمان خود (زنان) و دیگر اعضای خانواده‌شان کشته شدند».

## دوره پسااستعماری
خشونت علیه زنان در مقایسه با سال‌هایی که فیلیپین تحت حاکمیت اسپانیایی‌ها، آمریکایی‌ها و ژاپنی‌ها بود، چندان گسترده یا عمومی نبود. پس از جنگ جهانی دوم، زنان بیشتر و بیشتر وارد سیاست شده بودند. در آغاز، زنان زیادی در جریان اصلی سیاست حضور نداشتند. در نهایت، بسیاری از زنان فیلیپینی «به گروه‌های ایدئولوژیک پیوستند، در حالی که برخی دیگر به مبارزان جنبش‌های شورشی تبدیل شدند.» گروه‌های مختلف حامی زنان مجمع عمومی زنان رونق دادند. با این حال، تعداد زیادی از این جنبش‌ها در طول سال‌ها زنده ماندند. بیشتر گروه‌ها منحل شدند و عمدتاً در طول رژیم مارکوس از بین رفتند. اعضای گروه فمینیستی منحل شده در احزاب سیاسی مختلف پراکنده شدند، در حالی که دیگران به نیروهای گابریلا پیوستند. در حالی که خشونت به اندازه سال‌های استعمار نیست، خشونت علیه زنان همچنان در دوران پسااستعماری اتفاق می‌افتاد زیرا زنان در فیلیپین اغلب توسط بقیه جامعه مورد آزار جنسی، آزار و اذیت قرار می‌گرفتند.

## دوران کنونی
امروزه خشونت علیه زنان یکی از دائمی‌ترین و نگران کننده‌ترین مسائلی است که فیلیپین با آن مواجه بوده‌است. در گزارش‌های پلیس ملی فیلیپین (PNP)، آمارها نشان می‌دهد که از سال ۱۹۹۷ تا ۲۰۱۳ افزایش مداوم موارد خشونت علیه زنان گزارش شده‌است.

## انواع خشونت
خشونت علیه زنان ممکن است در سطح فردی، گروهی و اجتماعی اشکال متفاوتی داشته باشد. رایج‌ترین اشکال خشونت شامل تجاوز جنسی، خشونت خانگی، تعقیب، آزار و اذیت جنسی، قاچاق انسان، تن‌فروشی اجباری، خشونت دولتی و ختنه زنان است.

## قانون گذاری و قوانین
در سال ۱۹۳۷، به زنان فیلیپین برای اولین بار از طریق لایحه حق رای زنان (که در یک همه‌پرسی ویژه که توسط قانون مشترک المنافع شماره ۳۴ تصویب شد) حق رأی اعطا شد. حتی در آن زمان، زنان بارها در جامعه با تحقیر، مورد آزار و اذیت و تبعیض قرار می‌گرفتند. قبل از تصویب قوانین ویژه در مورد خشونت علیه زنان، زنان فقط می‌توانستند برای دفاع از قانون مجازات تجدیدنظر شده متوسل شوند. امروز، دولت فیلیپین چندین قانون را تصویب کرده‌است که به مشکل خشونت علیه زنان رسیدگی می‌کند.
از جمله قوانین فیلیپین که هدف آنها حمایت از زنان است عبارتند از:
- قانون جمهوری شماره ۹۲۶۲
- قانون جمهوری شماره ۹۷۱۰
- قانون جمهوری شماره ۸۳۷۱